# 葉參
葉元參（964年—1043年），又名叶参，字次公，湖州乌程（今浙江湖州）人。
葉逵是他的父親。家住长洲（今江苏吴县）。咸平五年（1002年）考上進士。出任和州歷陽主簿，管理州参军以及兼任澤州、海州軍的推官。後升任縣令，先後於小溪、青城及固始任職，至宣州任職戶部，之後至苏州任職。景佑元年（1034年）至越州為官，升職至光禄卿。當時范仲淹與葉参、葉清臣父子两代經常交流往來頻繁。晚年住在蘇州天慶觀東的七檜堂。和都官员外郎徐祐一起合辦“九老会” 。庆历三年（1043年）過世，享年八十歲。兒子是葉清臣。